# Merionoeda merocephala
Merionoeda merocephala là một loài bọ cánh cứng trong họ Cerambycidae.